# ヴァレンシア郡 (ニューメキシコ州)
ヴァレンシア郡（英: Valencia County）は、アメリカ合衆国ニューメキシコ州にある郡。人口は7万6205人（2020年）。郡庁所在地はロスルナスである。

## 歴史
かつてはかなり大きな面積のあった郡だが、1981年7月19日に全体の81%が西端部分をしめるシボラ郡となった。

## 地理
総面積は2,767 km² (1,068 mi² )。陸地面積は2,765 km² (1,068 mi²)で、水面積は2 km² (1 mi²)で全体の0.05%である。

## 近接する郡
- ベルナリオ郡 (ニューメキシコ州) - 北
- トランス郡 (ニューメキシコ州) - 東
- ソコロ郡 (ニューメキシコ州) - 南
- シボラ郡 (ニューメキシコ州) - 西

## 人口統計
以下は2000年国勢調査における人口統計データである。
| 基礎データ - 人口: 66,152人 - 世帯数: 22,681世帯 - 家族数: 17,350家族 - 人口密度: 24/km² (62/mi²） - 住居数: 24,643軒 - 住居密度: 9/km² (23/mi²) 人種別人口構成 - 白人: 66.51% - アフリカン・アメリカン: 1.27% - ネイティブアメリカン: 3.30% - アジア人: 0.36% - 太平洋諸島系:0.09% - その他の人種: 23.93% - 混血(2人種間以上の): 4.55% - ヒスパニック・ラテン系: 54.98% 世帯と家族（対世帯数） - 全世帯数: 22,681世帯 - 18歳未満の子供がいる:39.60% - 結婚・同居している夫婦: 57.20% - 未婚・離婚・死別女性が世帯主: 13.10% - 非家族世帯: 23.50% - 単身世帯: 18.80% - 65歳以上の老人1人暮らし: 6.40% - 平均構成人数 - 世帯: 2.86人 - 家族: 3.25人 | 年齢別人口構成 - 18歳未満: 30.10% - 18-24歳: 8.40% - 25-44歳: 29.60% - 45-64歳: 21.70% - 65歳以上: 10.20% - 年齢の中央値: 34歳 - 性比（女性100人あたり男性の人口） - 総人口: 100.70人 - 18歳以上: 99.10人 収入と家計 - 収入の中央値 - 世帯: 34,099米ドル - 家族: 37,157米ドル - 性別 - 男性: 30,339米ドル - 女性: 23,132米ドル - 人口1人あり収入: 14,747米ドル - 貧困線以下 - 対家族: 13.50% - 対人口: 16.80% - 18歳未満: 22.30% - 65歳以上: 10.80% |

## 主な市および町
- ロスルナス（郡庁所在地）
- Belen
- Bosque Farms
- Casa Colorada
- El Cerro-Monterey Park
- Jarales
- Los Chaves
- Los Trujillos-Gabaldon
- Meadow Lake
- Peralta
- Rio Communities
- Rio Communities North
- Tome-Adelino
- Valencia